# Wurzelsternmoose
Wurzelsternmoose (Rhizmonium) sind eine Gattung von Laubmoosen aus der Familie Mniaceae mit holarktischer Verbreitung.

## Beschreibung
Die Pflanzen dieser Gattung haben gewöhnlich einfach-unverzweigte, zumindest unten rhizoidfilzige Stämmchen, sind rötlich getönt und wachsen aufrecht. Die Blätter sind rundlich, ganzrandig und ein- bis mehrzellschichtig gesäumt. Die verhältnismäßig großen, länglich-sechseckigen Blattzellen sind diagonal in Reihen angeordnet, die Zellgröße nimmt von den Rippen zu den Rändern hin ab. Sporogone wachsen meist einzeln, die Sporenkapsel ist waagrecht bis hängend, der Kapseldeckel geschnäbelt.

## Systematik
Zur Gattung Rhizomnium werden weltweit 13 Arten gezählt.
In Europa sind 5 Arten vertreten, darunter:
- Rhizomnium magnifolium, Großblättriges Wurzelsternmoos
- Rhizomnium pseudopunctatum, Sumpf-Wurzelsternmoos
- Rhizomnium punctatum, Punktiertes Wurzelsternmoos